# Малберрі-Гроув (Іллінойс)
Малберрі-Гроув (англ. Mulberry Grove) — селище (англ. village) в США, в окрузі Бонд штату Іллінойс. Населення — 520 осіб (2020).

## Географія
Малберрі-Гроув розташоване за координатами 38°55′31″ пн. ш. 89°15′43″ зх. д. / 38.92528° пн. ш. 89.26194° зх. д. (38.925181, -89.261935).  За даними Бюро перепису населення США в 2010 році селище мало площу 2,60 км², з яких 2,57 км² — суходіл та 0,02 км² — водойми.

## Демографія
Згідно з переписом 2010 року, у селищі мешкали 634 особи в 273 домогосподарствах у складі 178 родин. Густота населення становила 244 особи/км².  Було 298 помешкань (115/км²).
Расовий склад населення:
| - 93,8 % — білих - 4,7 % — чорних або афроамериканців - 0,2 % — вихідців з тихоокеанських островів |

До двох чи більше рас належало 1,1 %. Частка іспаномовних становила 1,6 % від усіх жителів.
За віковим діапазоном населення розподілялося таким чином: 23,7 % — особи молодші 18 років, 58,2 % — особи у віці 18—64 років, 18,1 % — особи у віці 65 років та старші. Медіана віку мешканця становила 39,8 року. На 100 осіб жіночої статі у селищі припадало 93,3 чоловіків;  на 100 жінок у віці від 18 років та старших — 91,3 чоловіків також старших 18 років.
Середній дохід на одне домашнє господарство  становив 45 662 долари США (медіана — 41 250), а середній дохід на одну сім'ю — 50 629 доларів (медіана — 46 250). Медіана доходів становила 45 625 доларів для чоловіків та 23 409 доларів для жінок. За межею бідності перебувало 26,0 % осіб, у тому числі 43,2 % дітей у віці до 18 років та 9,7 % осіб у віці 65 років та старших.
Цивільне працевлаштоване населення становило 248 осіб. Основні галузі зайнятості: роздрібна торгівля — 23,4 %, освіта, охорона здоров'я та соціальна допомога — 21,4 %, виробництво — 20,2 %.